# Pinnacle Sports
Pinnacle (cunoscut anterior sub numele de Pinnacle Sports) este un site de jocuri online care a fost fondat în 1998. De la înființare, Pinnacle a devenit o casă de pariuri sportive online, de nivel mediu, complet licențiată. Pinnacle Sports a fost rebrănduită la Pinnacle la data de 1 iunie 2016 după achiziționarea numelui de domeniu pinnacle.com.  Acest site de pariuri sportive este interzis în România de ONJN.
În prezent, compania are clienți în peste 100 de țări și este disponibilă în 19 limbi diferite (inclusiv limba engleză internațională). În timp ce majoritatea informațiilor despre companie, inclusiv numărul de angajați și veniturile brute sunt păstrate private, Michael Konik, autorul The Smart Money, crede că „nu ar fi deloc de ghicit că rulajul lor anual [Pinnacle Sports - n.n.] este de miliarde de dolari”.